# Proutiana rubellata
Proutiana rubellata là một loài bướm đêm trong họ Geometridae.